# Azomonas agilis
Azomonas agilis  es una especie de proteobacteria perteneciente al género Azomonas. Las representantes de esta especie presentan motilidad, son Gram-negativas y se encuentran típicamente en el suelo y el agua.
Las bacterias de A. agilis son capaces de efectuar la fijación de nitrógeno atmosférico.
Esta bacteria también se ha empleado en la biorremediación de agua contaminada con cadmio.